# Jordaaniella
Jordaaniella is een geslacht uit de ijskruidfamilie (Aizoaceae). De soorten uit het geslacht komen voor van in Namibië tot in de Kaapprovincie in Zuid-Afrika.

## Soorten
- Jordaaniella anemoniflora (L.Bolus) van Jaarsv.
- Jordaaniella clavifolia (L.Bolus) H.E.K.Hartmann
- Jordaaniella cuprea (L.Bolus) H.E.K.Hartmann
- Jordaaniella dubia (Haw.) H.E.K.Hartmann
- Jordaaniella maritima (L.Bolus) van Jaarsv.
- Jordaaniella spongiosa (L.Bolus) H.E.K.Hartmann
- Jordaaniella uniflora (L.Bolus) H.E.K.Hartmann

... · 
Antimima · 
Argyroderma · 
Carpobrotus · 
Disphyma · 
Dorotheanthus · 
Gibbaeum · 
Lapidaria · 
Lithops · 
Mesembryanthemum · 
Sceletium · 
Tetragonia · 
...